# مورت سال
مورتون ليون سال (11 مايو 1927 - 26 أكتوبر 2021)، هو كوميدي أمريكي المولد وممثلًا وساخرًا اجتماعيًا، ويُعتبر أول ممثل كوميدي حديث منذ ويل روجرز. أحدث هزة في عالم الكوميديا في الخمسينات والستينات من القرن العشرين بنظرته النقدية للحياة والسياسة الأمريكية، كان رائداً في أسلوب الهجاء الاجتماعي الذي يسخر من موضوعات الأحداث السياسية باستخدام المونولوجات المرتجلة والصحيفة فقط كدعم.
تخرج من جامعة جنوب كاليفورنيا، وانتقل إلى منطقة سان فرانسيسكو في أوائل الخمسينات من القرن العشرين ليجرب الدخول لعالم الكوميديا. وأمضى جزءاً من حياته داخل سيارته قبل أن يكون جمهوراً ومتابعين له في سان فرانسيسكو وينطلق بعدها نحو عالم الشهرة.
وبحلول عام 1960، أصبح سال ذائع الصيت للدرجة التي دفعت مجلة تايم، التي أطلقت عليه اسم «ويل روجرز ذو الأنياب» إلى وضع صورته على غلافها لتكون المرة الأولى التي يُكرم فيها فنان كوميدي هذا التكريم.
أمضى سال سنواته الأولى في لوس أنجلوس وانتقل إلى منطقة خليج سان فرانسيسكو حيث ظهر لأول مرة على المسرح الاحترافي في الملهى الليلي الجائع في عام 1953. نمت شعبيته بسرعة، وبعد عام في النادي سافر إلى لتقديم عروض في النوادي الليلية والمسارح والجامعات. في عام 1960 أصبح أول ممثل كوميدي لديه قصة غلاف كتبت عنه مجلة تايم. ظهر في العديد من البرامج التلفزيونية، ولعب عددًا من الأدوار السينمائية، وأدى عرضًا فرديًا في برودواي.

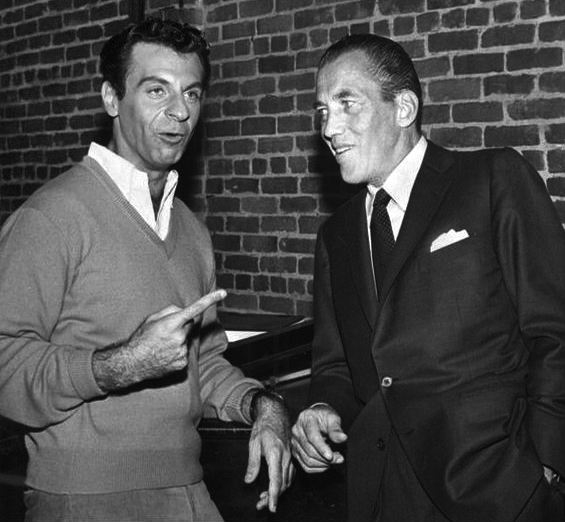
في عرض إد سوليفان عام 1960

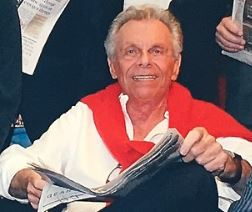
سهل عام 2007

## الحياة الشخصية
سهل تزوج ثلاث مرات. تزوج سو بابيور في عام 1955، انتهى الزواج بالطلاق بعد أقل من ثلاث سنوات.
في عام 1967 تزوج من الممثلة والممثلة تشاينا لي وانفصلا عام 1991. كان لديهم ابن واحد، مورت سال الابن، الذي توفي عام 1996، عن عمر يناهز 19 عامًا، من رد فعل غير معروف له علاقة بالمخدرات.:92
في عام 1997 ، تزوج من «Kenslea Ann Motter». طلقوا حوالي عام 2009. ندم على انتهاء زواجهما وقال "أنا آسف لأنني طلقت كينسلي؛ ما زلت أحب زوجتي.

## من مؤلفاته
في عام 1976 ، كتب سيرة ذاتية بعنوان Heartland . 

## روابط خارجية
- Mort Sahl
- مورت سال التسجيلات من ديسكاغز.كوم </img>
- مورت سال في قاعدة بيانات الأفلام على الإنترنت
- الدخول في thecanadianencyclopedia.ca
- المستقبل يكمن وراء! شكرا لك مورت سهل ... لقولك الأمر كما كان
- مورت سهل في العثور على قبر